# Spolí (Přídolí)
Spolí je malá vesnice, část městyse Přídolí v okrese Český Krumlov. Nachází se asi 2,5 km na jihozápad od Přídolí. Je zde evidováno 28 adres.
Spolí je také název katastrálního území o rozloze 7,12 km². V katastrálním území Spolí leží i Přídolí. Do katastrálního území Spolí zasahuje ochranné pásmo městské památkové rezervace Český Krumlov.

## Historie
První písemná zmínka o vesnici pochází z roku 1259.

## Fotogalerie

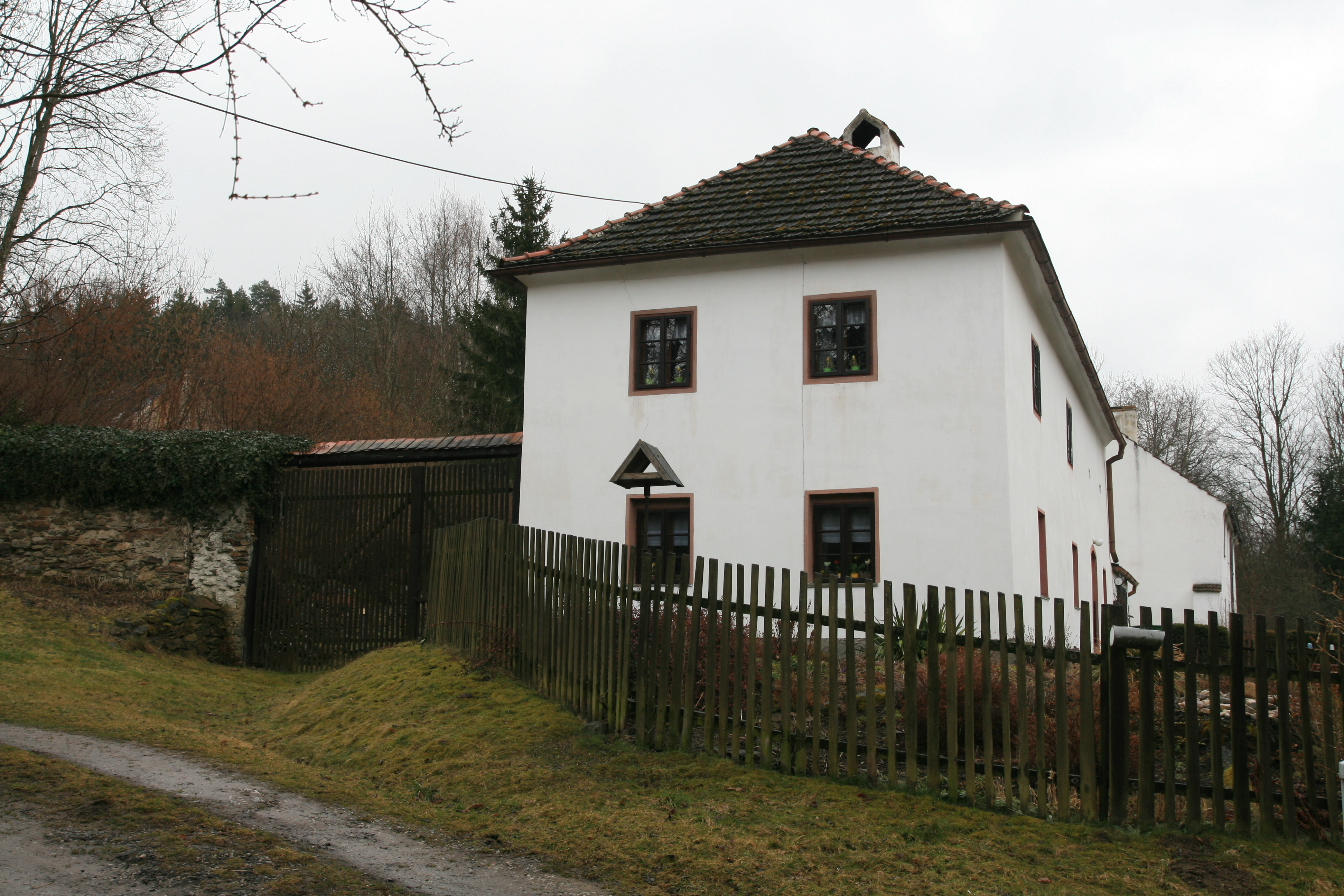
Dům č. 1
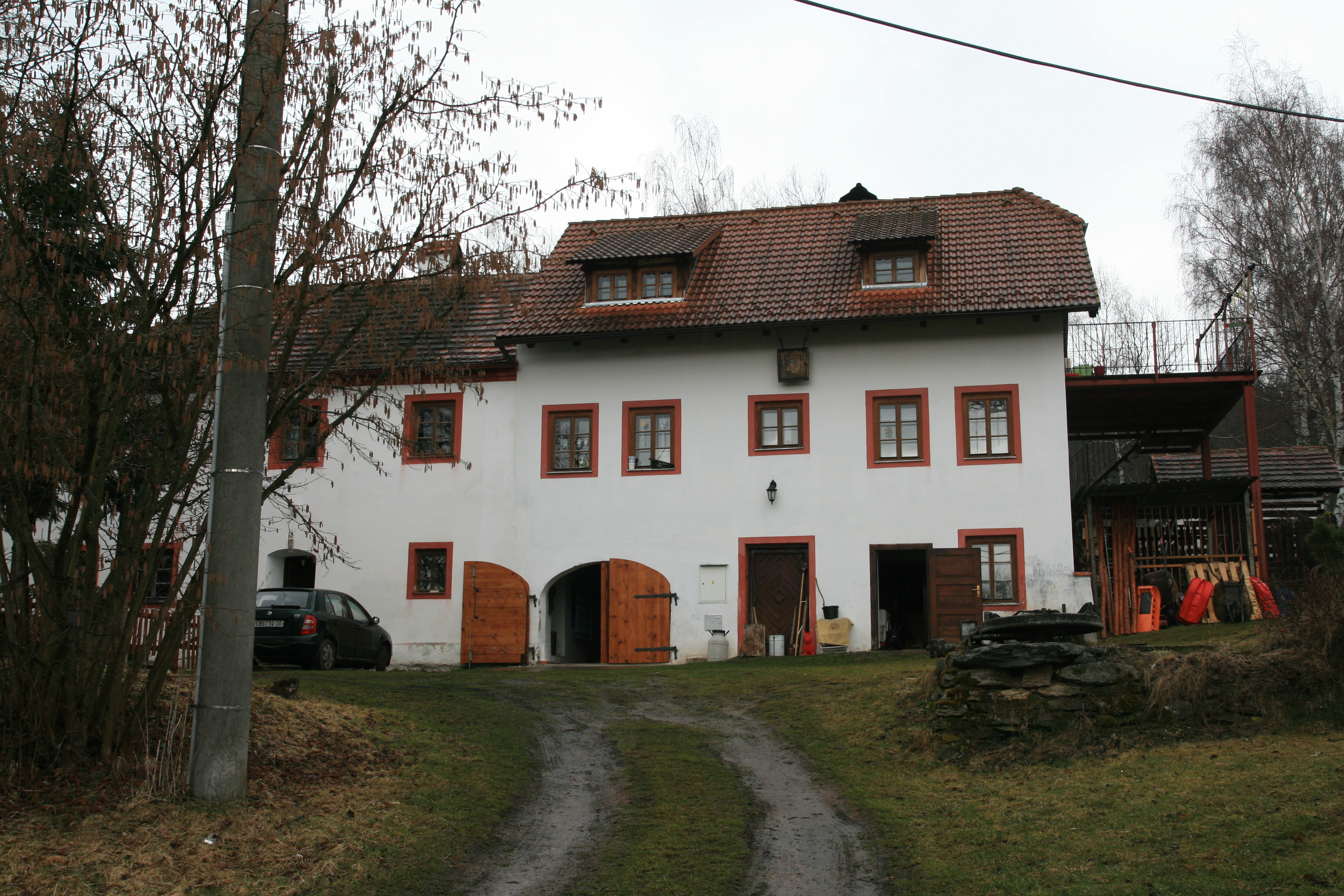
Dům č. 3
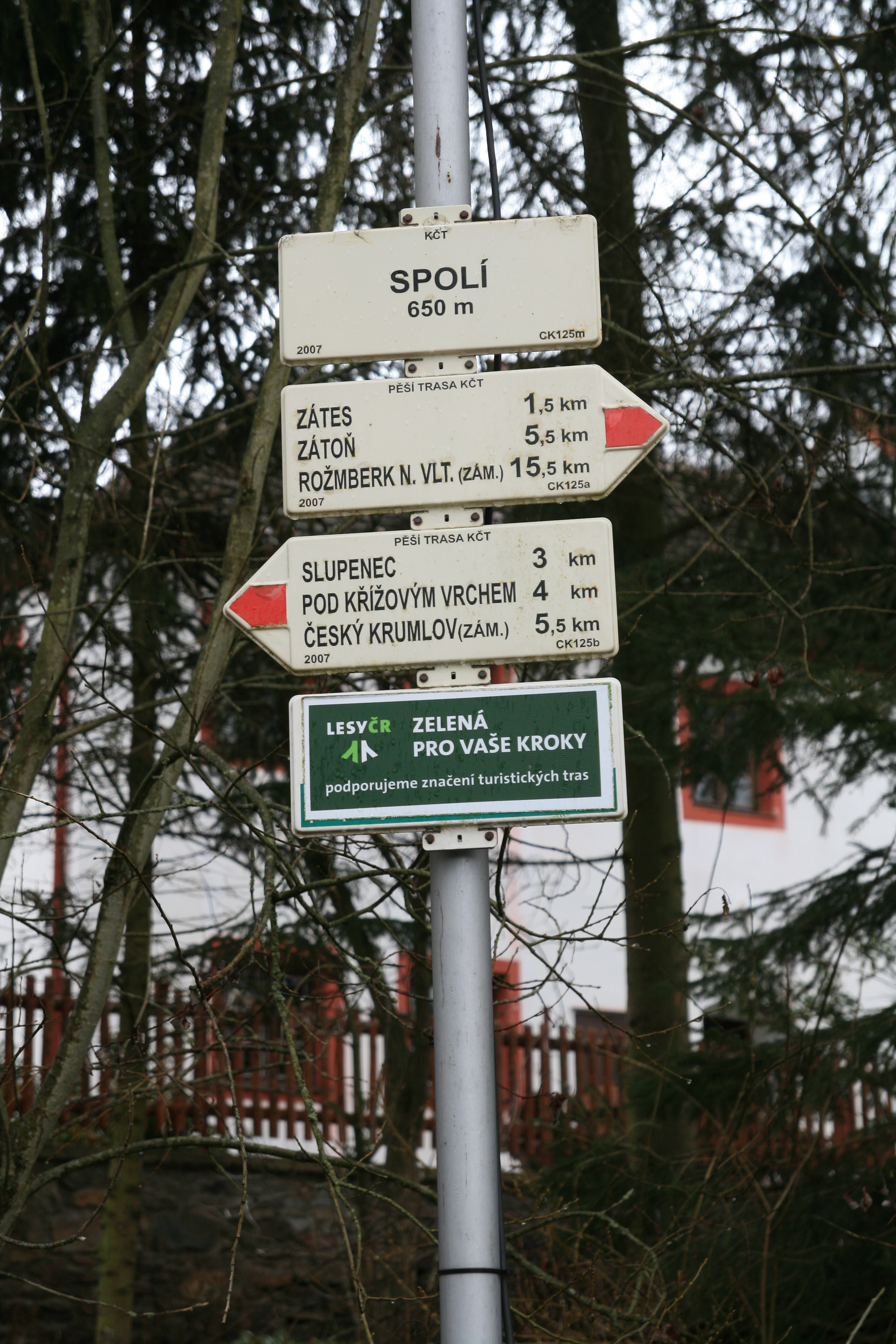
Rozcestník turistických tras ve Spolí